# Niedertiefenbach (Beselich)
Niedertiefenbach ist der flächenbezogen kleinste der vier Ortsteile der Gemeinde Beselich im mittelhessischen Landkreis Limburg-Weilburg. Der Ort hat rund 1000 Einwohner.

## Geographie
Niedertiefenbach liegt am nordöstlichen Rand des Limburger Beckens, am Rand des Lahntals und am Südosthang des Westerwaldes in Mittelhessen. Schon von Weitem sichtbar ist der Beselicher Kopf (296 m), der sich nördlich des Orts erhebt. Auf ihm befindet sich die Ruine des Klosters, nach dem die gesamte Gemeinde benannt ist. Niedertiefenbach liegt im Tal des von Norden nach Süden fließenden Tiefenbachs, zentral im Landkreis Limburg-Weilburg. Der Ort befindet sich rund 1,5 Kilometer südwestlich des Verwaltungssitzes Obertiefenbach und rund 7,5 Kilometer nordöstlich der Kreisstadt Limburg an der Lahn.
Die Gemarkung grenzt im Norden an die von Obertiefenbach und im Osten an Schupbach (beide Beselicher Ortsteile). Von Südosten bis Südwesten schließen sich Eschenau, Hofen, Steeden und Dehrn an (alle Stadtteile von Runkel) an.
Das Gelände um das Dorf herum wird nur gering vom Tal des Tiefenbachs eingeschnitten und ist davon abgesehen arm an Höhenunterschieden. Westlich des Orts erstreckt sich eine nahezu vollkommen plane Ebene, östlich zieht sich ein leicht erhabener Höhenrücken in Nord-Süd-Richtung. Lediglich nördlich und nordöstlich des Orts steigt das Gelände zum Beselicher Kopf deutlich an. Der Ort selbst liegt auf rund 200 Metern Höhe. An der westlichen und südlichen Gemarkungsgrenze fällt die Landschaft auf bis zu 193 Meter ab. Höchster Punkt ist der Beselicher Kopf mit 296 Metern.
Die Niedertiefenbacher Gemarkung besteht zum überwiegenden Teil aus landwirtschaftlich genutzter Fläche. Vor allem der westliche Gemarkungsteil besteht fast ausschließlich aus Ackerland. Der Ort selbst ist im Norden, Osten und Süden jeweils von einem kleinen Waldstück umgeben. Südlich des Orts speist der Tiefenbach einen kleinen Stausee. Daran schließt sich im Süden ein größeres sumpfiges Gebiet an. Darüber hinaus prägen Kalksteinbrüche die Landschaft, die zwar größtenteils auf Steedener Gemarkung liegen und das dortige Kalkwerk speisen, mit ihren Rändern im Süden in die Niedertiefenbacher Gemarkung hineinragen.

## Geschichte

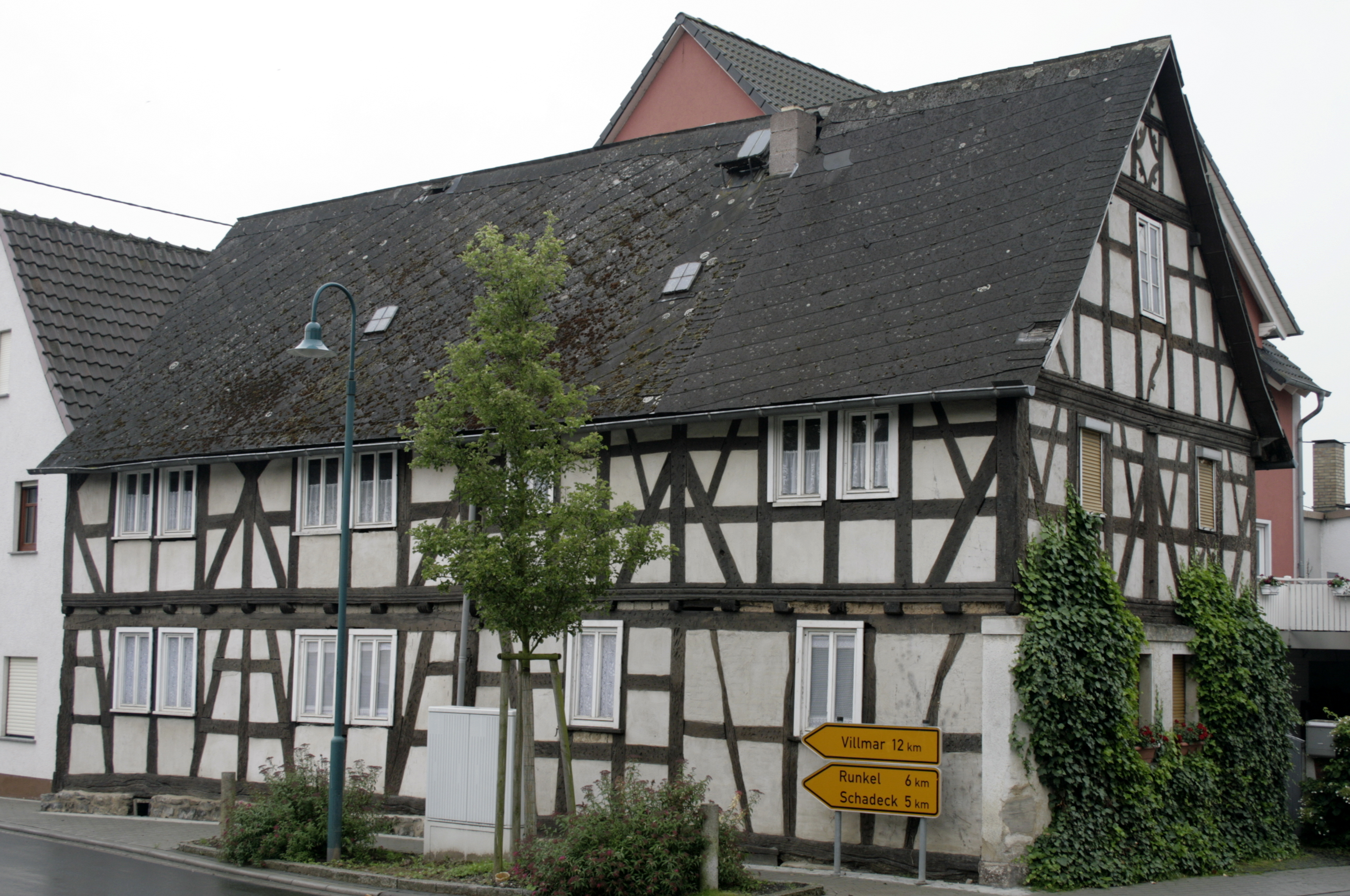
Ältestes Haus im Ort

### Ortsgeschichte
Im Jahr 2006 wurden im Rahmen von Bauarbeiten für eine Ferngasleitung Spuren von zwei Siedlungen aus der Zeit der Linearbandkeramischen Kultur in der Niedertiefenbacher Gemarkung entdeckt. Bei der ersten Fundstelle nordöstlich des Orts traten Hinweise auf drei Häuser sowie mehrerer Gruben zutage. An der zweiten Fundstelle südlich der heutigen Bebauung am Tiefenbach und rund 1500 Meter südwestlich des ersten Funds wurde ein Erdwerk, wohl ebenfalls aus linearbandkeramischer Zeit, durchschnitten. Dabei handelte es sich um einen etwa 2,50 Meter tiefen Graben mit 4,70 Metern Breite am oberen Rand. Innerhalb der Befestigung wurden Spuren eines Grubenhauses entdeckt. Darüber hinaus erschienen innerhalb des Grabens zwölf halbkreisförmige Verfärbungen. Diese werden als Öfen gedeutet, die nachträglich in den Graben eingebaut wurden, wohl nachdem dieser seine Verteidigungsfunktion verloren hatte.
Im Jahr 1846 wurde ein rund 4000 Jahre altes Galeriegrab nahe der Gemarkungsgrenze zu Steeden entdeckt.
Eine Schenkungsurkunde aus dem Jahre 1003 belegt, dass der Ort Niedertiefenbach bereits um die Jahrtausendwende bestand. Die Grafen von Katzenelnbogen unterhielten um das Jahr 1103 in Niedertiefenbach eine Vogtei. 1349 wütete die Pest stark im Dorf. Im Feld in Richtung Dehrn wurde eine Unterkunft für die Sterbenden errichtet. Die Gemarkung wird heute noch als „Klösterchen“ bezeichnet, obwohl es sich um keine Ordensniederlassung handelte.
Im Jahr 1564 wurde in Niedertiefenbach die Reformation eingeführt. 1630 kehrte es zur katholischen Konfession zurück. Im Jahr 1851 wurde die Kapelle des Orts zum Sitz einer eigenen Pfarrgemeinde. 1872 wurde die heutige Kirche eingeweiht.
In der ersten Hälfte des 19. Jahrhunderts bildeten mehrere Gemeinden, zu denen auch Niedertiefenbach gehörte, einen Löschbezirk. Bei ausbrechendem Brand hatten sofort bestimmte Einwohner mit angeschirrten Pferden die in Hofen stationierte Feuerspritze zu holen.
Zu Beginn des Jahres 1934 gründete sich die Freiwillige Feuerwehr Niedertiefenbach. Sie wurde mit Aufnahme-Urkunde am 1. Februar des gleichen Jahres in den Nassauischen Feuerwehrverband aufgenommen. Im Juni 2009 feierte die Niedertiefenbacher Feuerwehr unter der Schirmherrschaft des Kreisfeuerwehrverbandsvorsitzenden Franz-Josef Sehr ihr 75-jähriges Jubiläumsfest. 
Im Jahr 1974 wurde die Mehrzweckhalle gebaut, die im Jahr 2002 umfassend renoviert wurde und seitdem als Bürgerhaus geführt wird.
Hessische Gebietsreform (1970–1977)
Die Gemeinde Niedertiefenbach fusionierte am 31. Dezember 1970 im Zuge der Gebietsreform in Hessen mit den bis dahin selbstständigen Gemeinden Heckholzhausen, Obertiefenbach und Schupbach (alle im ehemaligen Oberlahnkreis) freiwillig zur Gemeinde Beselich. Namensgeber war das Kloster Beselich. Die neugewählte Gemeindevertretung beschloss bei ihrer Konstituierung am 26. April 1971 die Einrichtung von Ortsbezirken – mit fünf Ortsbeiräten für jeden Ortsteil – nach der Hessischen Gemeindeordnung. Sie wurden gemäß Beschluss der Gemeindevertretung vom 28. August 1973 als nicht mehr notwendig empfunden.

### Verwaltungsgeschichte im Überblick
Die folgende Liste zeigt die Staaten bzw. Herrschaftsgebiete und deren untergeordnete Verwaltungseinheiten, in denen Niedertiefenbach lag:
- vor 1806: Heiliges Römisches Reich, Nassau-Hadamar Teil des Fürstentums Nassau-Oranien, Amt Hadamar
- 1806–1813: Fürstentum Großherzogtum Berg, Département Sieg, Arrondissement Dillenburg, Kanton Hadamar
- 1813–1815: Nassau-Oranien, Amt Hadamar
- ab 1816: Herzogtum Nassau, Amt Hadamar
- ab 1849: Herzogtum Nassau, Kreisamt Hadamar
- ab 1854: Herzogtum Nassau, Amt Hadamar
- ab 1867: Norddeutscher Bund[Anm. 1], Königreich Preußen, Provinz Hessen-Nassau, Regierungsbezirk Wiesbaden, Oberlahnkreis
- ab 1871: Deutsches Reich, Königreich Preußen, Provinz Hessen-Nassau, Regierungsbezirk Wiesbaden, Oberlahnkreis
- ab 1918: Deutsches Reich, Freistaat Preußen, Provinz Hessen-Nassau, Regierungsbezirk Wiesbaden, Oberlahnkreis
- ab 1944: Deutsches Reich, Freistaat Preußen, Provinz Nassau, Oberlahnkreis
- ab 1945: Amerikanische Besatzungszone, Groß-Hessen, Regierungsbezirk Wiesbaden, Oberlahnkreis
- ab 1946: Amerikanische Besatzungszone, Land Hessen, Regierungsbezirk Wiesbaden, Oberlahnkreis
- ab 1949: Bundesrepublik Deutschland, Land Hessen, Regierungsbezirk Wiesbaden, Oberlahnkreis
- ab 1968: Bundesrepublik Deutschland, Land Hessen, Regierungsbezirk Darmstadt, Oberlahnkreis
- ab 1971: Bundesrepublik Deutschland, Land Hessen, Regierungsbezirk Darmstadt, Oberlahnkreis, Gemeinde Beselich[Anm. 2]
- ab 1974: Bundesrepublik Deutschland, Land Hessen, Regierungsbezirk Darmstadt, Landkreis Limburg-Weilburg, Gemeinde Beselich
- ab 1981: Bundesrepublik Deutschland, Land Hessen, Regierungsbezirk Gießen, Landkreis Limburg-Weilburg, Gemeinde Beselich

### Bevölkerung
Einwohnerentwicklung
- 1650: 9 Familien

| Niedertiefenbach: Einwohnerzahlen von 1723 bis 2020 | Niedertiefenbach: Einwohnerzahlen von 1723 bis 2020 | Niedertiefenbach: Einwohnerzahlen von 1723 bis 2020 | Niedertiefenbach: Einwohnerzahlen von 1723 bis 2020 | Niedertiefenbach: Einwohnerzahlen von 1723 bis 2020 |
| --- | --------------------------------------------------- | --------------------------------------------------- | --------------------------------------------------- | --------------------------------------------------- |
| Jahr |                                                     |                                                     |                                                     | Einwohner                                           |
| 1723 | 1723                                                |                                                     | 285                                                 | 285                                                 |
| 1785 | 1785                                                |                                                     | 374                                                 | 374                                                 |
| 1805 | 1805                                                |                                                     | 348                                                 | 348                                                 |
| 1815 | 1815                                                |                                                     | 298                                                 | 298                                                 |
| 1834 | 1834                                                |                                                     | 397                                                 | 397                                                 |
| 1840 | 1840                                                |                                                     | 432                                                 | 432                                                 |
| 1846 | 1846                                                |                                                     | 508                                                 | 508                                                 |
| 1852 | 1852                                                |                                                     | 626                                                 | 626                                                 |
| 1858 | 1858                                                |                                                     | 692                                                 | 692                                                 |
| 1864 | 1864                                                |                                                     | 749                                                 | 749                                                 |
| 1871 | 1871                                                |                                                     | 783                                                 | 783                                                 |
| 1875 | 1875                                                |                                                     | 759                                                 | 759                                                 |
| 1885 | 1885                                                |                                                     | 722                                                 | 722                                                 |
| 1895 | 1895                                                |                                                     | 548                                                 | 548                                                 |
| 1905 | 1905                                                |                                                     | 507                                                 | 507                                                 |
| 1910 | 1910                                                |                                                     | 546                                                 | 546                                                 |
| 1925 | 1925                                                |                                                     | 600                                                 | 600                                                 |
| 1939 | 1939                                                |                                                     | 579                                                 | 579                                                 |
| 1946 | 1946                                                |                                                     | 823                                                 | 823                                                 |
| 1950 | 1950                                                |                                                     | 831                                                 | 831                                                 |
| 1956 | 1956                                                |                                                     | 737                                                 | 737                                                 |
| 1961 | 1961                                                |                                                     | 761                                                 | 761                                                 |
| 1967 | 1967                                                |                                                     | 805                                                 | 805                                                 |
| 1970 | 1970                                                |                                                     | 851                                                 | 851                                                 |
| 1980 | 1980                                                |                                                     | 941                                                 | 941                                                 |
| 1990 | 1990                                                |                                                     | 942                                                 | 942                                                 |
| 2000 | 2000                                                |                                                     | 1.016                                               | 1.016                                               |
| 2005 | 2005                                                |                                                     | 1.032                                               | 1.032                                               |
| 2010 | 2010                                                |                                                     | 1.005                                               | 1.005                                               |
| 2011 | 2011                                                |                                                     | 1.002                                               | 1.002                                               |
| 2015 | 2015                                                |                                                     | 1.034                                               | 1.034                                               |
| 2020 | 2020                                                |                                                     | 1.047                                               | 1.047                                               |
| Datenquelle: Historisches Gemeindeverzeichnis für Hessen: Die Bevölkerung der Gemeinden 1834 bis 1967. Wiesbaden: Hessisches Statistisches Landesamt, 1968. Weitere Quellen: LAGIS, ab 2000:; Zensus 2011 |                                                     |                                                     |                                                     |                                                     |

Religionszugehörigkeit
| • 1885: | ein evangelischer (= 0,14 %), 721 katholische (= 99,86 %) Einwohner |
| • 1961: | 37 evangelische (= 4,86 %), 723 katholische (= 95,01 %) Einwohner   |

### Ehemalige Ortsoberhäupter
Heimberger:

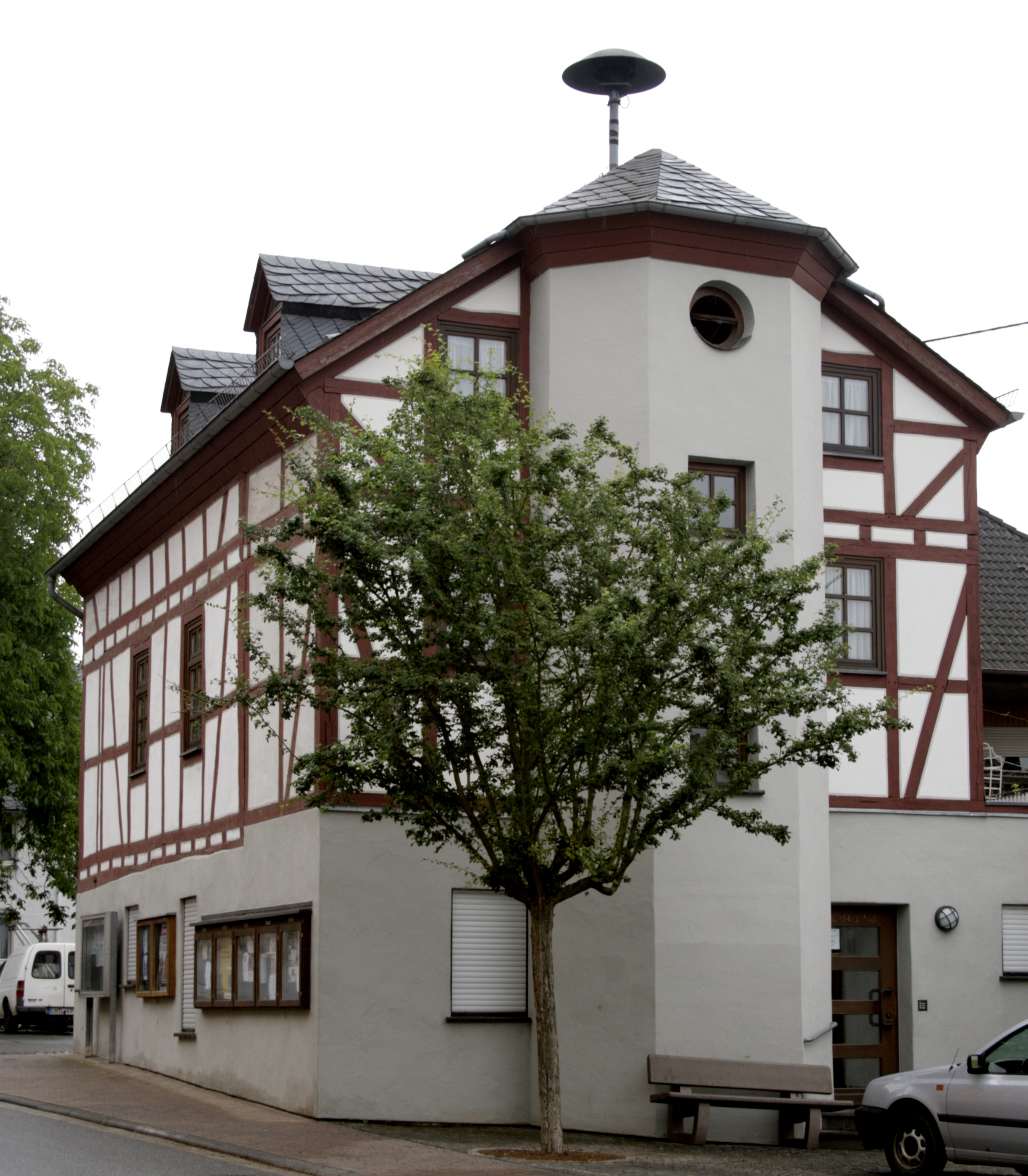
Ehemaliges Rathaus, heute kath. Pfarrheim

- Schlitt, Johann Georg (während der Besatzungszeit in den napoleonischen Kriegen bis 1815)

Schultheiße:
- Schlitt, Johann Georg (1815–1818)
- Stippler, Johann Heinrich (1818–1828)
- Stippler, Johann Georg (1828–1848)

Bürgermeister:
- Heymann, Wilhelm (1848–1869)
- Schwarz, Georg (1869–1896)
- Graulich, Johann (1896–1929)
- Dillmann, Adolf (1929–1945)
- Leber, Wilhelm Alfons (1945–1948)
- Horn, Wilhelm (1948–1955)
- Stippler, Willi (1955–1970)

## Kultur und Sehenswürdigkeiten

### Vereine
- Männergesangverein „Germania“ 1867 e. V. Niedertiefenbach
- VfR Rot-Weiß e. V. Niedertiefenbach, gegründet 1927
- Freiwillige Feuerwehr Beselich-Niedertiefenbach e. V., gegründet 1934 (seit 1. April 1973 einschl. Jugendfeuerwehr)
- Heimat- und Verschönerungsverein e. V. Niedertiefenbach, gegründet 1974
- Naturschutzbund Deutschland (NABU) e. V., Ortsgruppe Niedertiefenbach, gegründet 1974
- Traktorclub Ackerkralle Taunus-Westerwald e. V., gegründet 1985
- Niedertiefenbacher Carnevals Club NCC
- Kath. Frauengemeinschaft Niedertiefenbach
- Sport Vereinigung Beselich e. V., gegründet 2020

### Bauwerke

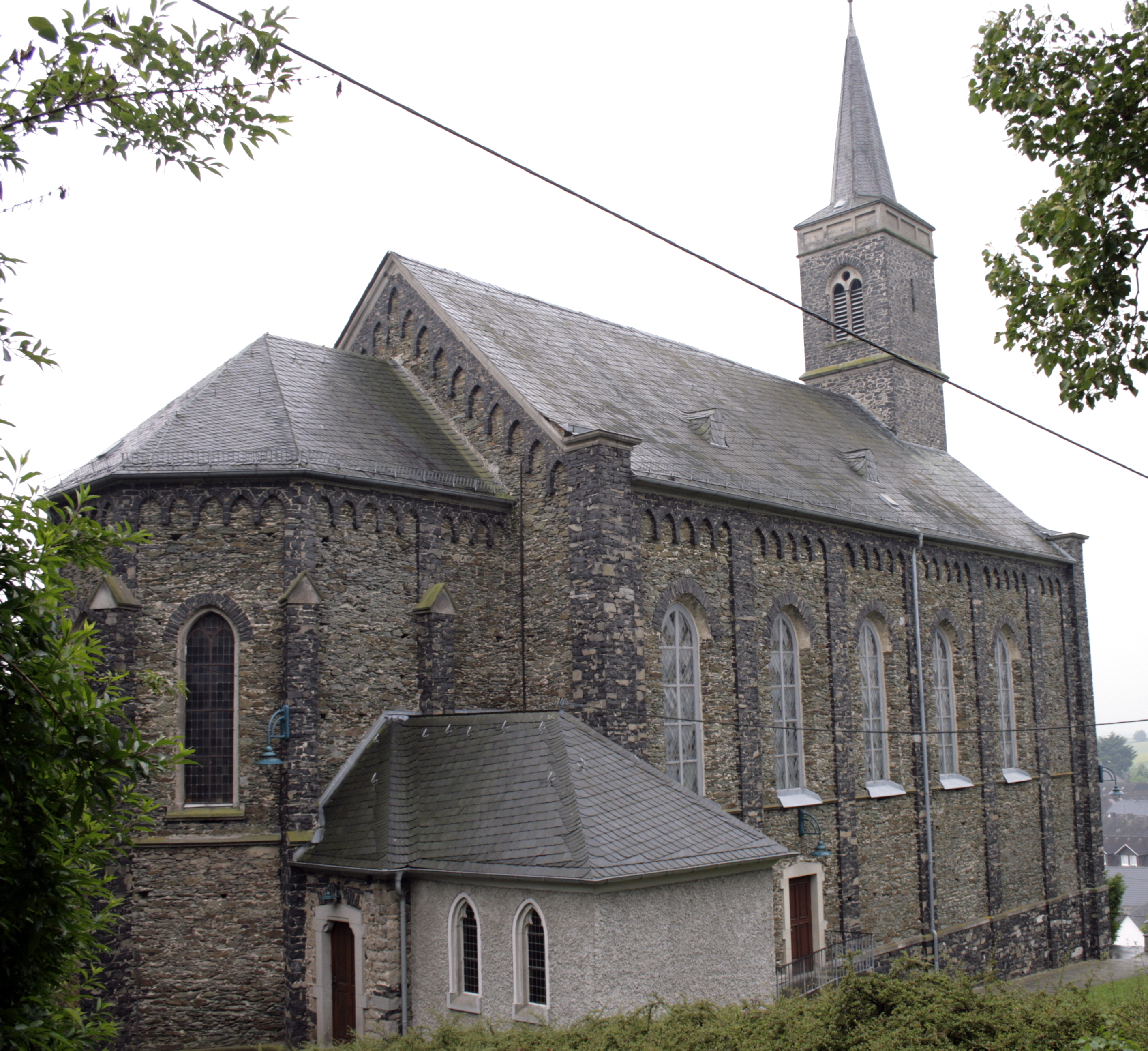
Kirche Niedertiefenbach

- Katholische Pfarrkirche St. Marien: Die Grundsteinlegung der Pfarrkirche wurde auf dem Gelände der zuvor abgerissenen alten Kirche im Jahr 1868 vorgenommen. Sie wurde nach ihrer Einweihung am 27. Mai 1872 bis Jahresende 2019 von der Katholischen Kirchengemeinde St. Marien genutzt. Seit Jahresanfang 2020 gehört sie zur Kirchengemeinde St. Johannes Nepomuk Hadamar.

## Infrastruktur

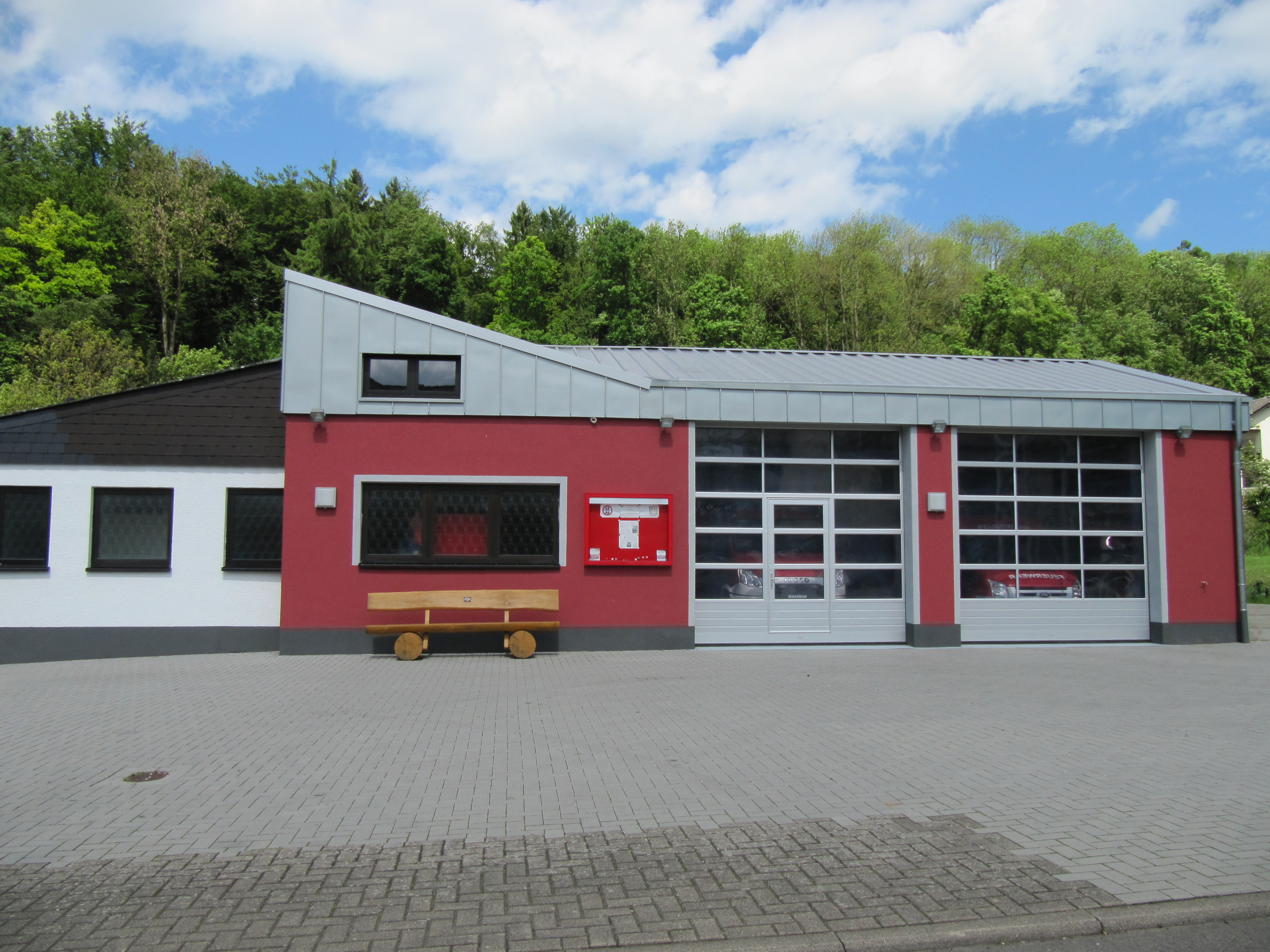
Feuerwehrhaus in der Hannswiese

- Die im Jahr 1934 gegründete Freiwillige Feuerwehr Beselich-Niedertiefenbach sorgt für den abwehrender Brandschutz und die allgemeine Hilfe. Sie wurde am 1. April 1973 um die Jugendfeuerwehr ergänzt.
- Kindertagesstätte „Kastanienburg“ in der Grabenstraße
- Bürgerhaus
- Sportplatz
- Kinderspielplätze
- Wanderwege